# Deutschland-Achter

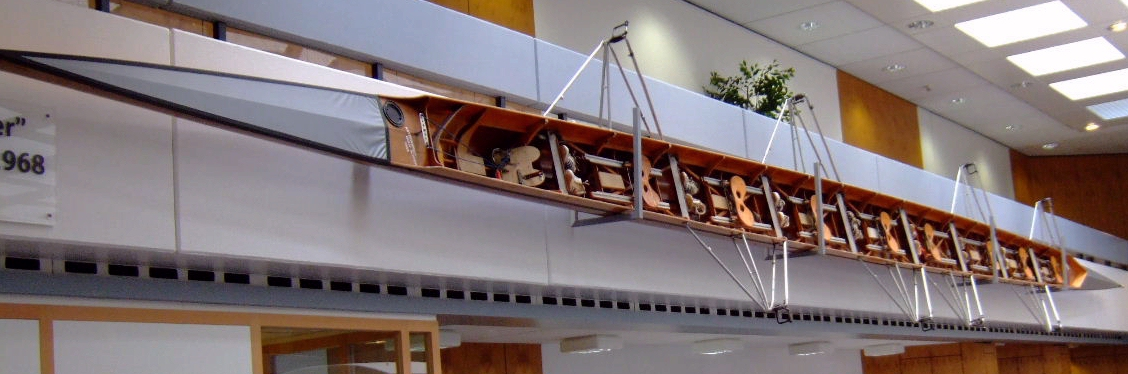
Boot des Deutschland-Achters von 1968

Als Deutschland-Achter (auch Deutschlandachter) wird der Achter der Männer der deutschen Ruder-Nationalmannschaft bezeichnet. Der Achter gilt traditionell als das „Flaggschiff“ des Deutschen Ruderverbandes.
Der Begriff „Deutschland-Achter“ wurde ab etwa 1959 für die von Rudertrainer Karl Adam in Ratzeburg betreute Mannschaft genutzt, nachdem der westdeutsche Männer-Achter überraschend deutlich die Europameisterschaft in Mâcon gewinnen konnte. Bei den Olympischen Spielen 1960 beendete der „Ratzeburger Achter“ die Siegesserie der USA, die ab 1920 achtmal nacheinander die Goldmedaille gewonnen hatten. Dies war auch das erste Mal, dass ein Boot bei der 2000-Meter-Olympiadistanz unter 6 Minuten blieb.
Der Deutschland-Achter war in den 1960er-Jahren unter Karl Adam und Hans Lenk und weiter zwischen 1988 und 1996 sowie seit 2009 unter Ralf Holtmeyer besonders erfolgreich. Die Achter-Mannschaft der DDR, die historisch nicht als „Deutschland-Achter“ bezeichnet wurde, war zwischen etwa 1970 und 1987 in der Regel stärker als das westdeutsche Team.
Der Deutschland-Achter wurde siebenmal zur Mannschaft des Jahres in Deutschland gewählt. Inklusive der DDR-Erfolge konnten bisher sechs olympische Goldmedaillen in den Jahren 1960, 1968, 1976 (DDR), 1980 (DDR), 1988 und 2012 gewonnen werden. 19-mal wurde von einem deutschen Achter der WM-Titel gewonnen, außerdem 19-mal EM-Gold (Stand: 2022).

## Geschichte

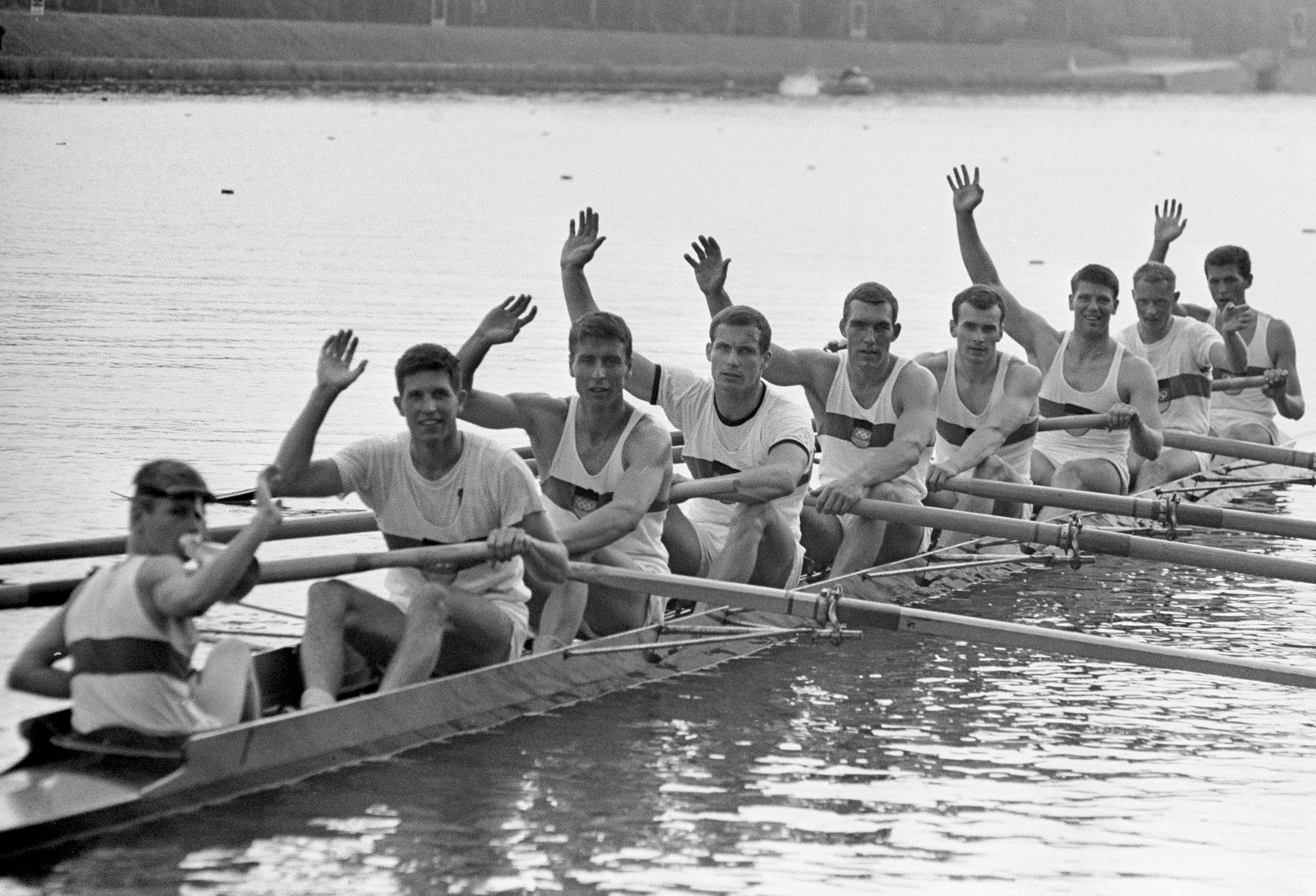
Deutschland-Achter 1964

### Zwei Olympiasiege in den 1960er-Jahren
Die Erfolgsgeschichte des Deutschland-Achters begann 1959 mit dem Gewinn der Europameisterschaft. Im Jahr darauf siegte das von Karl Adam betreute Boot bei den Olympischen Spielen 1960 in Rom in der unveränderten Besetzung Klaus Bittner, Karl-Heinz Hopp, Hans Lenk, Manfred Rulffs, Frank Schepke, Kraft Schepke, Walter Schröder und Karl-Heinrich von Groddeck mit Steuermann Willi Padge vor Kanada und Tschechien mit deutlichem Vorsprung. Es folgten vier Europa- und zwei Weltmeistertitel, wobei die Europameistertitel 1963, 1965 und 1967 Weltmeisterschaftscharakter hatten, weil sie u. a. gegen die USA und teilweise gegen Australien gewonnen wurden. 1965 setzte sich der Deutschland-Achter aus einer Renngemeinschaft mit einer Stammbesetzung aus Ratzeburg und Lübeck zusammen. Die Mannschaft mit Horst Meyer, Dirk Schreyer, Christian Prey, Klaus Behrens, Dagobert Thometschek, Jürgen Schröder, Hans-Jürgen Wallbrecht, Klaus Aeffke und Stm. Peter Niehusen gewann nicht nur die Europameisterschaften in Duisburg u. a. gegen die Sowjetunion und die USA, sondern auch den Grand Challenge Cup der Henley Royal Regatta, hier mit Steuermann Bertold Mainka, gegen den Olympiasieger 1964 vom Vesper Boat Club (USA) im Streckenrekord.
Der im Folgejahr vom neuen Schlagmann Horst Meyer und Dirk Schreyer sowie dem 60er-Olympiasieger Hans Lenk als Trainer neu gebildete Deutschland-Achter aus Ruderern einer nun bundesweiten Renngemeinschaft gewann das Achterrennen der Ruder-Weltmeisterschaften 1966 in Bled in der Besetzung Peter Kuhn, Lutz Ulbricht, Michael Schwan, Peter Hertel, Ulrich Luhn, Rüdiger Henning, Dirk Schreyer, Horst Meyer und Stm. Peter Niehusen. Die Europameisterschaften im Achter 1967 in Vichy wurde u. a. gegen die Sowjetunion und die USA gewonnen in der veränderten Mannschaftsbesetzung mit Roland Böse, Jörg Siebert, Egbert Hirschfelder, Wolfgang Hottenrott, Ulrich Luhn, Rüdiger Henning, Dirk Schreyer, Schlagmann Horst Meyer und Stm. Gunther Tiersch.
Bei den Olympischen Spielen 1964 in Tokio war der Deutschland-Achter den USA (Vesper Boat Club) unterlegen und gewann die Silbermedaille. Obwohl bei den Olympischen Spielen 1968 in Mexiko-Stadt der Bugmann Roland Böse am Finaltag erkrankt war, konnte in ersatzgeschwächter Besetzung durch Niko Ott, Jörg Siebert, Egbert Hirschfelder, Wolfgang Hottenrott, Lutz Ulbricht, Rüdiger Henning, Dirk Schreyer, Schlagmann Horst Meyer und Stm. Gunther Tiersch in einem knappen Rennen wieder die Goldmedaille errungen werden. Das war der vorläufige Höhepunkt für den Deutschland-Achter, der bei den Olympischen Spielen in München 1972 mit Steuermann Manfred Klein nicht über einen fünften Platz hinauskam. Mit der olympischen Goldmedaille 1968 in Mexiko, der olympischen Silbermedaille 1964 in Tokio und sechs Welt- und Europameistschafts-Siegen 1962, 1963, 1964, 1965, 1966 und 1967 gilt Schlagmann Horst Meyer als der international erfolgreichste Achterruderer.

### Erfolgreiche 1980er- und 1990er-Jahre
Erst unter dem neuen Trainer Ralf Holtmeyer konnte man wieder an alte Erfolge anknüpfen. Die Olympischen Spiele 1988 in Seoul bescherten eine im Vorjahr nicht für möglich gehaltene Goldmedaille für das neu formierte Team um Schlagmann Bahne Rabe. Dieser wurde 1989 von Roland Baar abgelöst, der mit seinem Team dreimal in Folge die Weltmeisterschaften gewinnen konnte und in Barcelona 1992 die Bronzemedaille errang. Nach dieser Saison verließ Steuermann Manfred Klein das Team.
Nach WM-Titeln 1991, 1993 und 1995 gewann der Deutschland-Achter in Atlanta 1996 die olympische Silbermedaille. Roland Baar beendete mit diesem Erfolg seine Karriere, in der er zwei Olympiamedaillen errungen hatte und fünfmal Weltmeister geworden war. Neben ihm haben bis 1996 Ruderer wie Ansgar Wessling (olympisches Gold 1988 und Bronze 1992, Weltmeister 1989 und 1991), Dirk Balster (Weltmeister 1989, 1990 und 1991), Thorsten Streppelhoff (Weltmeister 1991 und 1993, olympisches Bronze 1992 und Silber 1996), Martin Steffes-Mies (Weltmeister 1989, 1990, 1991 und 1993) und Frank Richter (Weltmeister 1990, 1993 und 1995, olympisches Bronze 1992 und Silber 1996) die Achter-Crews geprägt.
1998 wurde der Deutschland-Achter mit dem neuen Schlagmann Marc Weber Vizeweltmeister, danach gab es jedoch ein Leistungstief, und das Boot konnte sich nicht für die Olympischen Spiele in Sydney qualifizieren.

### Neuaufbau, Weltmeistertitel und olympische Ruderregatta 2008
Nach diesem Misserfolg übernahm Dieter Grahn den Trainerposten, stellte die gesamte Mannschaft neu auf und konnte mit dem um Schlagmann Michael Ruhe neu gebildeten Achter erste Erfolge feiern. Schon 2001 wurde das Boot bei den Weltmeisterschaften in Luzern mit der Bronzemedaille ausgezeichnet, im Jahr darauf erreichte das Team mit Steuermann Peter Thiede den zweiten Rang bei der WM in Sevilla.
Nach dem vierten Platz bei den Olympischen Spielen in Athen gewann der Deutschland-Achter um den neuen Schlagmann Bernd Heidicker bei den Weltmeisterschaften 2006 in Eton zum ersten Mal seit 1995 wieder den Titel. Bei den Weltmeisterschaften 2007 in München sicherte der Achter mit dem Gewinn der Silbermedaille die Olympiaqualifikation ab und platzierte sich als beste Männermannschaft des ansonsten enttäuschenden Deutschen Ruderverbandes. Nach schwachen Saisonleistungen im Jahr 2008 wurde dem Erfolgstrainer Dieter Grahn die Verantwortung für das Boot entzogen sowie die komplette Weltmeistermannschaft durch eine neue Mannschaft um Schlagmann Andreas Penkner ersetzt. Der bisherige Assistenztrainer Christian Viedt fungierte als Interimstrainer bis zu den Olympischen Spielen 2008 in Peking. Diese Entscheidung wurde heftig kritisiert. Tatsächlich landete der Deutschland-Achter sowohl im Vor- als auch im Hoffnungslauf jeweils nur auf dem letzten Platz und verlor auch das B-Finale gegen Gastgeber China.

### Gegenwart

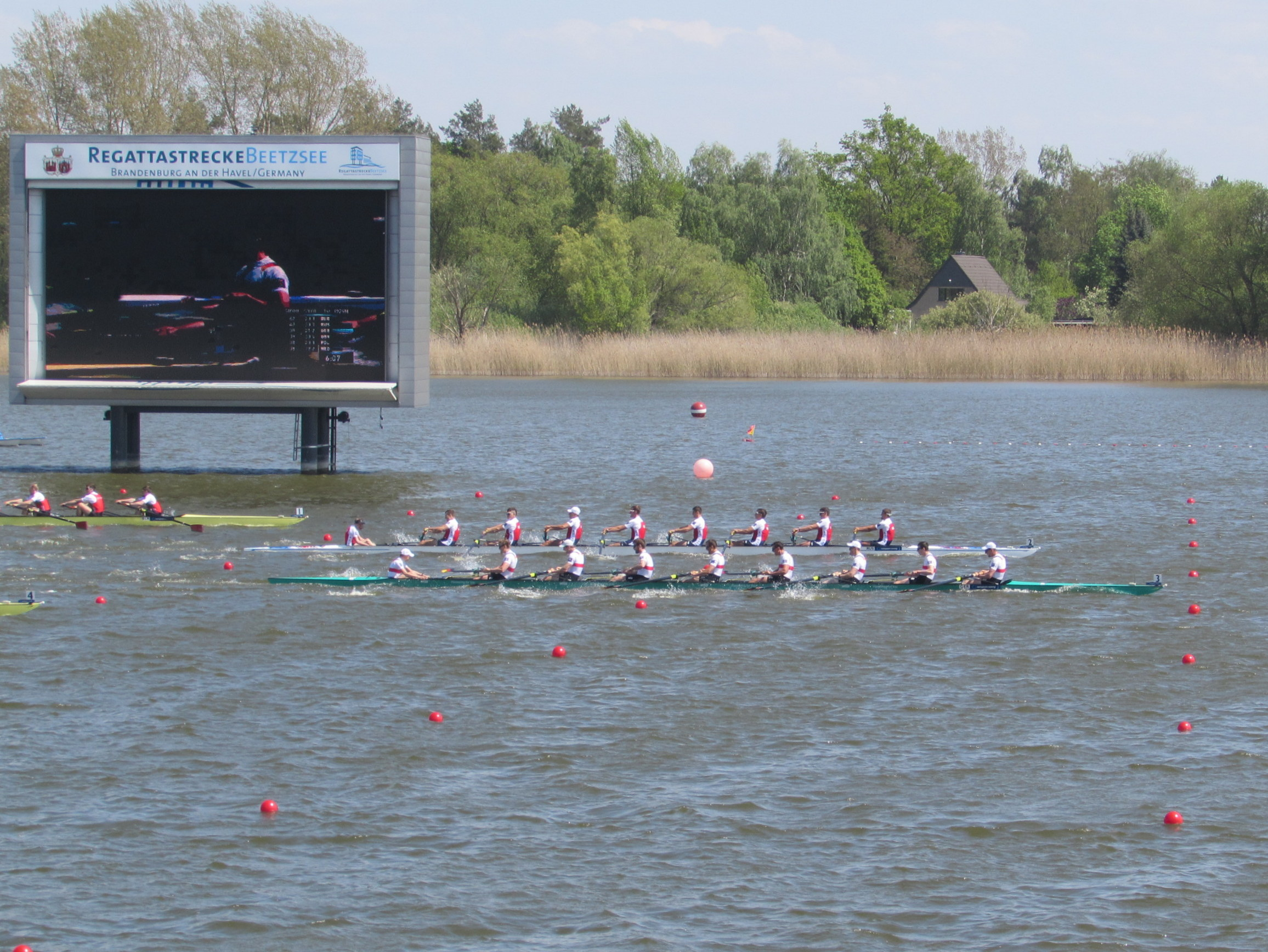
Der Deutschland-Achter beim Heimsieg bei der EM 2016

Nach den Olympischen Spielen 2008 übernahm Ralf Holtmeyer zum zweiten Mal als Trainer den Deutschland-Achter. Er schaffte es, das Flaggschiff des Deutschen Ruderverbandes wieder auf Kurs zu bringen: Der Deutschland-Achter blieb bis Juli 2013 fünf Jahre ungeschlagen und wurde 2009, 2010 und 2011 Weltmeister. Bei den Olympischen Spielen 2012 in London wurde er seiner Favoritenrolle gerecht und gewann erstmals nach 1988 wieder die Goldmedaille. 2009 und 2010 war Sebastian Schmidt der Schlagmann des erfolgreichen Bootes, von 2011 bis 2013 war es Kristof Wilke.
Im Olympiazyklus ab 2013 entwickelte sich zwischen dem Deutschland-Achter und dem britischen Achter ein Duell um die Weltspitze. Die deutsche Mannschaft konnte dabei von 2013 bis 2016 viermal den Europameistertitel gewinnen, während die Briten ab 2013 dreimal in Folge das Achterrennen der Weltmeisterschaften vor dem Deutschland-Achter gewinnen konnten. Im Finale des Achterwettbewerbs bei den Olympischen Sommerspielen 2016 behielten die Briten ebenfalls die Oberhand und gewannen Gold vor dem Deutschland-Achter auf dem Silberrang.
Ab der Saison 2017 übernahm Uwe Bender als Trainer den Achter von Holtmeyer, der in der Folge leitender Bundestrainer beim Deutschen Ruderverband wurde. Der Deutschland-Achter um Schlagmann Hannes Ocik aus Schwerin gewann 2017 und 2018 jeweils den Welt- und Europameistertitel.

## Platzierungen
| Jahr | Veranstaltung         | Ort                                                  | Platzierung        | Mannschaft | Trainer            |
| ---- | --------------------- | ---------------------------------------------------- | ------------------ | --- | ------------------ |
| 1900 | Olympische Spiele     | Paris                                                | nicht teilgenommen | nicht teilgenommen | nicht teilgenommen |
| 1904 | Olympische Spiele     | St. Louis                                            | nicht teilgenommen | nicht teilgenommen | nicht teilgenommen |
| 1908 | Olympische Spiele     | London                                               | nicht teilgenommen | nicht teilgenommen | nicht teilgenommen |
| 1912 | Olympische Spiele     | Stockholm                                            | 3                  | Otto Liebing, Max Bröske, Max Vetter, Willi Bartholomae, Fritz Bartholomae, Werner Dehn, Rudolf Reichelt, Hans Matthiae, Stm. Kurt Runge                                                                                     |                    |
| 1913 | Europameisterschaften | Gent                                                 | 1                  | Werner Furthmann, Josef Fremersdorf, Richard Piez, Kurt Hoffmann, Oskar Cordes, Erich Vetter, Georg Oertel, Lorenz Eismayer, Stm. Johann Baptist                                                                             |                    |
| 1920 | Olympische Spiele     | Antwerpen                                            | nicht teilgenommen | nicht teilgenommen | nicht teilgenommen |
| 1924 | Olympische Spiele     | Paris                                                | nicht teilgenommen | nicht teilgenommen | nicht teilgenommen |
| 1928 | Olympische Spiele     | Bosbaan, Amsterdam                                   | Viertel- finale    | Karl Aletter, Ernst Gaber, Wilhelm Reichert, Erwin Hoffstätter, Hermann Herbold, Gustav Maier, Robert Huber, Hans Maier, Stm. Fritz Bauer                                                                                    |                    |
| 1932 | Olympische Spiele     | Los Angeles                                          | Hoffnungs- lauf    | Karl Aletter, Ernst Gaber, Theodor Hüllinghoff, Heinrich Bender, Hans Heidland, Gerhard von Düsterlho, Walter Flinsch, Hans Maier, Stm. Fritz Bauer                                                                          |                    |
| 1936 | Olympische Spiele     | Regattastrecke Berlin-Grünau                         | 3                  | Alfred Rieck, Helmut Radach, Hans Kuschke, Heinz Kaufmann, Gerd Völs, Werner Loeckle, Hans-Joachim Hannemann, Herbert Schmidt, Stm. Wilhelm Mahlow                                                                           |                    |
| 1937 | Europameisterschaften | Bosbaan, Amsterdam                                   | 2                  | Eberhard Kösling, Walter Fuglsang, Georg Jakstat, Fritz Braunsdorf, Joachim Charlé, Walter Volle, Herbert Buhtz, Erich Buschmann, Stm. Carlheinz Neumann                                                                     |                    |
| 1938 | Europameisterschaften | Idroscalo, Mailand                                   | 1                  | Eberhard Kösling, Walter Fuglsang, Hans-Joachim Hannemann, Fritz Braunsdorf, Joachim Charlé, Walter Volle, Herbert Buhtz, Erich Buschmann, Stm. Carlheinz Neumann                                                            |                    |
| 1952 | Olympische Spiele     | Helsinki                                             | 5                  | Anton Reinartz, Michael Reinartz, Roland Freihoff, Heinz Zünkler, Peter Betz, Stefan Reinartz, Hans Betz, Anton Siebenhaar, Stm. Hermann Zander                                                                              |                    |
| 1955 | Europameisterschaften | Gent                                                 | 3                  | Hans Wielath, Günter Harms, Hans Betz, Walter Gißke, Roland Freihoff, Heinz Zünkler, Herbert Gossel, Hermann Semrau, Stm. Friedel Iserloh                                                                                    |                    |
| 1956 | Olympische Spiele     | Melbourne                                            | nicht teilgenommen | nicht teilgenommen | nicht teilgenommen |
| 1959 | Europameisterschaften | Mâcon                                                | 1                  | Hans Lenk, Klaus Bittner, Karl-Heinz Hopp, Karl-Heinrich von Groddeck, Kraft Schepke, Frank Schepke, Walter Schröder, Manfred Rulffs, Stm. Willi Padge Ausgezeichnet als Mannschaft des Jahres                               | Karl Adam          |
| 1960 | Olympische Spiele     | Rom                                                  | 1                  | Hans Lenk, Klaus Bittner, Karl-Heinz Hopp, Karl-Heinrich von Groddeck, Kraft Schepke, Frank Schepke, Walter Schröder, Manfred Rulffs, Stm. Willi Padge Ausgezeichnet als Mannschaft des Jahres                               | Karl Adam          |
| 1961 | Europameisterschaften | Prag                                                 | 2                  | Wolfgang Tietenberg, Detlef Raatz, Joachim Schulz, Peter Riff, Bernd-Jürgen Marschner, Peter Neusel, Bernhard Britting, Manfred Ross, Stm. Jürgen Oelke                                                                      | Karl Adam          |
| 1962 | Weltmeisterschaften   | Rotsee, Luzern                                       | 1                  | Horst Meyer, Jürgen Plagemann, Klaus Aeffke, Klaus Behrens, Hans-Jürgen Wallbrecht, Karl-Heinrich von Groddeck, Ingo Kliefoth, Bernd Kruse, Stm. Thomas Ahrens Ausgezeichnet als Mannschaft des Jahres                       | Karl Adam          |
| 1963 | Europameisterschaften | Bagsværd-See, Kopenhagen                             | 1                  | Horst Meyer, Jürgen Plagemann, Klaus Aeffke, Klaus Behrens, Hans-Jürgen Wallbrecht, Karl-Heinrich von Groddeck, Ingo Kliefoth, Bernd Kruse, Stm. Thomas Ahrens                                                               | Karl Adam          |
| 1964 | Olympische Spiele     | Tokio                                                | 2                  | Horst Meyer, Jürgen Plagemann, Jürgen Schröder, Klaus Behrens, Hans-Jürgen Wallbrecht, Karl-Heinrich von Groddeck, Klaus Bittner, Klaus Aeffke, Stm. Thomas Ahrens                                                           | Karl Adam          |
| 1964 | Europameisterschaften | Bosbaan, Amsterdam                                   | 1                  | Horst Meyer, Jürgen Plagemann, Jürgen Schröder, Klaus Behrens, Hans-Jürgen Wallbrecht, Karl-Heinrich von Groddeck, Klaus Bittner, Klaus Aeffke, Stm. Thomas Ahrens                                                           | Karl Adam          |
| 1965 | Europameisterschaften | Regattabahn Duisburg                                 | 1                  | Horst Meyer, Dirk Schreyer, Christian Prey, Klaus Behrens, Dagobert Thometschek, Jürgen Schröder, Hans-Jürgen Wallbrecht, Klaus Aeffke, Stm. Peter Niehusen                                                                  | Karl Adam          |
| 1966 | Weltmeisterschaften   | Bleder See, Bled                                     | 1                  | Peter Kuhn, Lutz Ulbricht, Michael Schwan, Peter Hertel, Ulrich Luhn, Rüdiger Henning, Dirk Schreyer, Horst Meyer, Stm. Peter Niehusen                                                                                       | Karl Adam          |
| 1967 | Europameisterschaften | Vichy                                                | 1                  | Roland Böse, Jörg Siebert, Egbert Hirschfelder, Wolfgang Hottenrott, Ulrich Luhn, Rüdiger Henning, Dirk Schreyer, Horst Meyer, Stm. Gunther Tiersch                                                                          | Karl Adam          |
| 1968 | Olympische Spiele     | Mexiko-Stadt                                         | 1                  | Niko Ott, Jörg Siebert, Egbert Hirschfelder, Wolfgang Hottenrott, Lutz Ulbricht, Rüdiger Henning, Dirk Schreyer, Horst Meyer, Stm. Gunther Tiersch Ausgezeichnet als Mannschaft des Jahres                                   | Karl Adam          |
| 1969 | Europameisterschaften | Klagenfurt am Wörthersee                             | 3                  | Bernd Gördes, Franz Held, Rolf Hartung, Manfred Weinreich, Ingo Scholz, Thomas Hitzbleck, Joachim Wienstroer, Günther Karl, Stm. Lutz Benter                                                                                 |                    |
| 1971 | Europameisterschaften | Bagsværd-See, Kopenhagen                             | 6                  | Franz Niehusen, Alfred Mosel, Bernd Gördes, Manfred Weinreich, Klaus Jäger, Thomas Hitzbleck, Ingo Scholz, Wolfgang Schäfer, Stm. Lutz Benter                                                                                |                    |
| 1972 | Olympische Spiele     | Regattastrecke Oberschleißheim, München              | 5                  | Reinhard Wendemuth, Frithjof Henckel, Norbert Kindlmann, Wolfgang Hottenrott, Hans-Ulrich Buchholz, Günter Petersmann, Bernd Truschinski, Winfried Ringwald, Stm. Manfred Klein                                              | Karl Adam          |
| 1973 | Europameisterschaften | Moskau                                               | 5                  | Klaus Roloff, Wolfgang Henkel, Peter Niehusen, Ralph Kubail, Dieter Knief, Heiko Köpke, Dieter Wilcke, Axel Kluth, Stm. Manfred Klein                                                                                        |                    |
| 1974 | Weltmeisterschaften   | Rotsee, Luzern                                       | 6                  | unbekannt |                    |
| 1975 | Weltmeisterschaften   | Nottingham                                           | 7                  | Klaus Roloff, Frithjof Henckel, Volker Sauer, Heiko Köpke, Thomas Strauß, Reinhard Wendemuth, Bernd Truschinski, Axel Kluth, Stm. Helmut Latz                                                                                |                    |
| 1976 | Olympische Spiele     | Montreal                                             | 4                  | Frithjof Henckel, Otmar Kaufhold, Reinhard Wendemuth, Wolf-Dietrich Oschlies, Volker Sauer, Frank Schütze, Wolfram Thiem, Bernd Truschinski, Stm. Helmut Latz                                                                |                    |
| 1977 | Weltmeisterschaften   | Bosbaan, Amsterdam                                   | 3                  | Fritz Schuster, Diethelm Maxrath, Thomas Scholl, Klaus Roloff, Gerhard Reinert, Winfried Ringwald, Volker Sauer, Wolf-Dietrich Oschlies, Stm. Hartmut Wenzel                                                                 |                    |
| 1978 | Weltmeisterschaften   | Lake Karapiro, Hamilton (Neuseeland)                 | 2                  | Volker Sauer, Klaus Roloff, Fritz Schuster, Heribert Karches, Werner Hellwig, Winfried Ringwald, Thomas Scholl, Diethelm Maxrath, Stm. Hartmut Wenzel                                                                        |                    |
| 1979 | Weltmeisterschaften   | Bleder See, Bled                                     | 9                  | Volker Sauer, Klaus Roloff, Siegfried Fricke, Heribert Karches, Werner Hellwig, Janis Mikelsons, Thomas Scholl, Diethelm Maxrath, Stm. Hartmut Wenzel                                                                        |                    |
| 1980 | Olympische Spiele     | Moskau                                               | Olympia- boykott   | Axel Wöstmann, Andreas Schütte, Martin Möllmann, Thomas Möllenkamp, Ralf Kollmann, Ferdinand Hardinghaus, Brunon Derkes, Hans-Günther Tiemann, Stm. Torsten Bremer                                                           | Ralf Holtmeyer     |
| 1981 | Weltmeisterschaften   | Regattastrecke Oberschleißheim, München              | 5                  | Ingo Metzger, Bernd Fleischmann, Hermann Greß, Ralf Thienel, Michael Gentsch, Dieter Göpfert, Brunon Derkes, Dietmar Hamberger, Stm. Rudolf Ziegler                                                                          |                    |
| 1982 | Weltmeisterschaften   | Rotsee, Luzern                                       | 5                  | Ralf Thienel, Andreas Schmelz, Andreas Bode, Ferdinand Hardinghaus, Wolfram Thiem, Heribert Karches, Hermann Greß, Dieter Göpfert, Stm. Rudolf Ziegler                                                                       |                    |
| 1983 | Weltmeisterschaften   | Regattabahn Duisburg                                 | 9                  | Stefan Piesik, Ralf Thienel, Ingo Metzger, Tilman Probst, Florian Schumann, Joachim Westphal, Ingo Wieneke, Georg Bauer, Stm. Tom Kipping                                                                                    |                    |
| 1984 | Olympische Spiele     | Los Angeles                                          | nicht teilgenommen | nicht teilgenommen | nicht teilgenommen |
| 1985 | Weltmeisterschaften   | Hazewinkel, Mechelen                                 | nicht teilgenommen | nicht teilgenommen | nicht teilgenommen |
| 1986 | Weltmeisterschaften   | Nottingham                                           | 6                  | Ingo Wieneke, Georg Bauer, Bahne Rabe, Armin Eichholz, Thomas Domian, Eckhard Schultz, Matthias Mellinghaus, Volker Kioschis, Stm. Torsten Bremer                                                                            | Ralf Holtmeyer     |
| 1987 | Weltmeisterschaften   | Bagsværd-See, Kopenhagen                             | 6                  | Volker Zimnau, Thomas Möllenkamp, Stefan Scholz, Armin Eichholz, Bahne Rabe, Eckhard Schultz, Thomas Domian, Volker Kioschis, Stm. Manfred Klein                                                                             | Ralf Holtmeyer     |
| 1988 | Olympische Spiele     | Seoul                                                | 1                  | Thomas Möllenkamp, Matthias Mellinghaus, Eckhard Schultz, Ansgar Wessling, Armin Eichholz, Thomas Domian, Wolfgang Maennig, Bahne Rabe, Stm. Manfred Klein Ausgezeichnet als Mannschaft des Jahres                           | Ralf Holtmeyer     |
| 1989 | Weltmeisterschaften   | Bleder See, Bled                                     | 1                  | Jörg Puttlitz, Norbert Keßlau, Martin Steffes-Mies, Dirk Balster, Frank Dietrich, Mark Mauerwerk, Ansgar Wessling, Roland Baar, Stm. Manfred Klein Ausgezeichnet als Mannschaft des Jahres                                   | Ralf Holtmeyer     |
| 1990 | Weltmeisterschaften   | Lake Barrington, Tasmanien                           | 1                  | Martin Steffes-Mies, Christoph Korte, Frank Richter, Dirk Balster, Frank Dietrich, Armin Weyrauch, Matthias Ungemach, Roland Baar, Stm. Manfred Klein                                                                        | Ralf Holtmeyer     |
| 1991 | Weltmeisterschaften   | Neue Donau, Wien                                     | 1                  | Martin Steffes-Mies, Dirk Balster, Claas-Peter Fischer, Thorsten Streppelhoff, Jürgen Hecht, Wolfgang Klapheck, Ansgar Wessling, Roland Baar, Stm. Manfred Klein                                                             | Ralf Holtmeyer     |
| 1992 | Olympische Spiele     | Barcelona                                            | 3                  | Frank Richter, Thorsten Streppelhoff, Detlef Kirchhoff, Armin Eichholz, Bahne Rabe, Hans Sennewald, Ansgar Wessling, Roland Baar, Stm. Manfred Klein                                                                         | Ralf Holtmeyer     |
| 1993 | Weltmeisterschaften   | Račice u Štětí                                       | 1                  | Martin Steffes-Mies, Colin von Ettingshausen, Andreas Lütkefels, Stefan Scholz, Frank Richter, Thorsten Streppelhoff, Peter Hoeltzenbein, Roland Baar, Stm. Peter Thiede                                                     | Ralf Holtmeyer     |
| 1994 | Weltmeisterschaften   | Indianapolis                                         | 4                  | Martin Steffes-Mies, Dieter Sator, Andreas Lütkefels, Colin von Ettingshausen, Frank Richter, Stefan Scholz, Jürgen Hecht, Roland Baar, Stm. Peter Thiede                                                                    | Ralf Holtmeyer     |
| 1995 | Weltmeisterschaften   | Tampere                                              | 1                  | Frank Richter, Ike Landvoigt, Detlef Kirchhoff, Dieter Sator, Stefan Forster, Marc Weber, Jochen Lerche, Roland Baar, Stm. Peter Thiede                                                                                      | Ralf Holtmeyer     |
| 1996 | Olympische Spiele     | Atlanta                                              | 2                  | Frank Richter, Mark Kleinschmidt, Wolfram Huhn, Marc Weber, Detlef Kirchhoff, Thorsten Streppelhoff, Ulrich Viefers, Roland Baar, Stm. Peter Thiede                                                                          | Ralf Holtmeyer     |
| 1997 | Weltmeisterschaften   | Lac d’Aiguebelette                                   | 5                  | Jochen Lerche, Mark Kleinschmidt, Sebastian Thormann, Robert Sens, Detlef Kirchhoff, Enrico Schnabel, Ulrich Viefers, Ike Landvoigt, Stm. Peter Thiede                                                                       | Ralf Holtmeyer     |
| 1998 | Weltmeisterschaften   | Fühlinger See, Köln                                  | 2                  | Jörg Dießner, Kai Horl, Stefan Heinze, Enrico Schnabel, Thomas Jung, Ike Landvoigt, Stefan Forster, Marc Weber, Stm. Peter Thiede                                                                                            | Ralf Holtmeyer     |
| 1999 | Weltmeisterschaften   | St. Catharines                                       | 10                 | Mark Kleinschmidt, Sven Ueck, Uwe Steenblock, Jan Herzog, Ike Landvoigt, Sebastian Thormann, Stefan Forster, Marc Weber, Stm. Peter Thiede                                                                                   | Ralf Holtmeyer     |
| 2000 | Olympische Spiele     | Sydney                                               | nicht qualifiziert | nicht qualifiziert | nicht qualifiziert |
| 2001 | Weltmeisterschaften   | Rotsee, Luzern                                       | 3                  | Sebastian Schulte, Thorsten Engelmann, Johannes Doberschütz, Stephan Koltzk, Jörg Dießner, Enrico Schnabel, Ulf Siemes, Michael Ruhe, Stm. Peter Thiede                                                                      | Dieter Grahn       |
| 2002 | Weltmeisterschaften   | Sevilla                                              | 2                  | Sebastian Schulte, Thorsten Engelmann, Johannes Doberschütz, Stephan Koltzk, Jörg Dießner, Enrico Schnabel, Ulf Siemes, Michael Ruhe, Stm. Peter Thiede                                                                      | Dieter Grahn       |
| 2003 | Weltmeisterschaften   | Idroscalo, Mailand                                   | 6                  | Sebastian Schulte, Thorsten Engelmann, Johannes Doberschütz, Stephan Koltzk, Jörg Dießner, Enrico Schnabel, Ulf Siemes, Michael Ruhe, Stm. Peter Thiede                                                                      | Dieter Grahn       |
| 2004 | Olympische Spiele     | Schinias, Athen                                      | 4                  | Sebastian Schulte, Stephan Koltzk, Jörg Dießner, Thorsten Engelmann, Jan-Martin Bröer, Enrico Schnabel, Ulf Siemes, Michael Ruhe, Stm. Peter Thiede                                                                          | Dieter Grahn       |
| 2005 | Weltmeisterschaften   | Kaizu                                                | 3                  | Jochen Urban, Sebastian Schulte, Stephan Koltzk, Jan-Martin Bröer, Jan Tebrügge, Ulf Siemes, Thorsten Engelmann, Andreas Penkner, Stm. Peter Thiede                                                                          | Dieter Grahn       |
| 2006 | Weltmeisterschaften   | Dorney Lake, Eton                                    | 1                  | Jörg Dießner, Stephan Koltzk, Ulf Siemes, Jan Tebrügge, Sebastian Schulte, Thorsten Engelmann, Philipp Stüer, Bernd Heidicker, Stm. Peter Thiede                                                                             | Dieter Grahn       |
| 2007 | Weltmeisterschaften   | Regattastrecke Oberschleißheim, München              | 2                  | Jörg Dießner, Florian Eichner, Ulf Siemes, Jan Tebrügge, Sebastian Schulte, Thorsten Engelmann, Philipp Stüer, Bernd Heidicker, Stm. Peter Thiede                                                                            | Dieter Grahn       |
| 2008 | Olympische Spiele     | Shunyi, Peking                                       | 8                  | Florian Eichner, Sebastian Schmidt, Matthias Flach, Philipp Naruhn, Jochen Urban, Florian Mennigen, Kristof Wilke, Andreas Penkner, Stm. Peter Thiede                                                                        | Christian Viedt    |
| 2009 | Weltmeisterschaften   | Maltasee, Posen                                      | 1                  | Urs Käufer, Gregor Hauffe, Florian Mennigen, Richard Schmidt, Kristof Wilke, Filip Adamski, Toni Seifert, Sebastian Schmidt, Stm. Martin Sauer Ausgezeichnet als Mannschaft des Jahres von Nordrhein-Westfalen               | Ralf Holtmeyer     |
| 2010 | Europameisterschaften | Montemor-o-Velho                                     | 1                  | Gregor Hauffe, Maximilian Reinelt, Kristof Wilke, Florian Mennigen, Richard Schmidt, Lukas Müller, Toni Seifert, Sebastian Schmidt, Stm. Martin Sauer Ausgezeichnet als Mannschaft des Jahres von Nordrhein-Westfalen        | Ralf Holtmeyer     |
| 2010 | Weltmeisterschaften   | Lake Karapiro, Hamilton (Neuseeland)                 | 1                  | Gregor Hauffe, Maximilian Reinelt, Kristof Wilke, Florian Mennigen, Richard Schmidt, Lukas Müller, Toni Seifert, Sebastian Schmidt, Stm. Martin Sauer Ausgezeichnet als Mannschaft des Jahres von Nordrhein-Westfalen        | Ralf Holtmeyer     |
| 2011 | Weltmeisterschaften   | Bleder See, Bled                                     | 1                  | Gregor Hauffe, Eric Johannesen, Andreas Kuffner, Maximilian Reinelt, Richard Schmidt, Lukas Müller, Florian Mennigen, Kristof Wilke, Stm. Martin Sauer Ausgezeichnet als Mannschaft des Jahres von Nordrhein-Westfalen       | Ralf Holtmeyer     |
| 2012 | Olympische Spiele     | Dorney Lake, London                                  | 1                  | Filip Adamski, Andreas Kuffner, Eric Johannesen, Maximilian Reinelt, Richard Schmidt, Lukas Müller, Florian Mennigen, Kristof Wilke, Stm. Martin Sauer Ausgezeichnet als Mannschaft des Jahres                               | Ralf Holtmeyer     |
| 2013 | Europameisterschaften | Sevilla                                              | 1                  | Maximilian Munski, Hannes Ocik, Maximilian Reinelt, Felix Drahotta, Anton Braun, Richard Schmidt, Kristof Wilke, Eric Johannesen, Stm. Martin Sauer                                                                          | Ralf Holtmeyer     |
| 2013 | Weltmeisterschaften   | Tangeumsee, Chungju                                  | 2                  | Hannes Ocik, Maximilian Munski, Eric Johannesen, Maximilian Reinelt, Anton Braun, Felix Drahotta, Richard Schmidt, Kristof Wilke, Stm. Martin Sauer                                                                          | Ralf Holtmeyer     |
| 2014 | Europameisterschaften | Belgrad                                              | 1                  | Maximilian Planer, Felix Wimberger, Andreas Kuffner, Eric Johannesen, Richard Schmidt, Malte Jakschik, Maximilian Reinelt, Felix Drahotta, Stm. Martin Sauer Ausgezeichnet als Mannschaft des Jahres von Nordrhein-Westfalen | Ralf Holtmeyer     |
| 2014 | Weltmeisterschaften   | Bosbaan, Amsterdam                                   | 2                  | Maximilian Planer, Malte Jakschik, Andreas Kuffner, Felix Drahotta, Richard Schmidt, Eric Johannesen, Maximilian Reinelt, Felix Wimberger, Stm. Martin Sauer Ausgezeichnet als Mannschaft des Jahres von Nordrhein-Westfalen | Ralf Holtmeyer     |
| 2015 | Europameisterschaften | Maltasee, Posen                                      | 1                  | Maximilian Munski, Malte Jakschik, Maximilian Reinelt, Eric Johannesen, Anton Braun, Felix Drahotta, Richard Schmidt, Hannes Ocik, Stm. Martin Sauer                                                                         | Ralf Holtmeyer     |
| 2015 | Weltmeisterschaften   | Lac d’Aiguebelette, Frankreich                       | 2                  | Maximilian Munski, Malte Jakschik, Maximilian Reinelt, Eric Johannesen, Anton Braun, Felix Drahotta, Richard Schmidt, Hannes Ocik, Stm. Martin Sauer                                                                         | Ralf Holtmeyer     |
| 2016 | Europameisterschaften | Beetzsee, Brandenburg an der Havel                   | 1                  | Maximilian Munski, Malte Jakschik, Andreas Kuffner, Felix Drahotta, Maximilian Reinelt, Eric Johannesen, Richard Schmidt, Hannes Ocik, Stm. Martin Sauer                                                                     | Ralf Holtmeyer     |
| 2016 | Olympische Spiele     | Lagoa Rodrigo de Freitas, Rio de Janeiro             | 2                  | Maximilian Munski, Malte Jakschik, Andreas Kuffner, Felix Drahotta, Maximilian Reinelt, Eric Johannesen, Richard Schmidt, Hannes Ocik, Stm. Martin Sauer                                                                     | Ralf Holtmeyer     |
| 2017 | Europameisterschaften | Ruderkanal Račice, Račice u Štětí                    | 1                  | Johannes Weißenfeld, Felix Wimberger, Maximilian Planer, Torben Johannesen, Jakob Schneider, Malte Jakschik, Richard Schmidt, Hannes Ocik, Martin Sauer (Stm.)                                                               | Uwe Bender         |
| 2017 | Weltmeisterschaften   | Nathan Benderson Park, Sarasota-Brandenton           | 1                  | Johannes Weißenfeld, Felix Wimberger, Maximilian Planer, Torben Johannesen, Jakob Schneider, Malte Jakschik, Richard Schmidt, Hannes Ocik, Martin Sauer (Stm.)                                                               | Uwe Bender         |
| 2018 | Europameisterschaften | Strathclyde Country Park, Lanarkshire                | 1                  | Johannes Weißenfeld, Felix Wimberger, Maximilian Planer, Torben Johannesen, Jakob Schneider, Malte Jakschik, Richard Schmidt, Hannes Ocik, Martin Sauer (Stm.)                                                               | Uwe Bender         |
| 2018 | Weltmeisterschaften   | Ruderkanal Plowdiw, Plowdiw                          | 1                  | Johannes Weißenfeld, Felix Wimberger, Maximilian Planer, Torben Johannesen, Jakob Schneider, Malte Jakschik, Richard Schmidt, Hannes Ocik, Martin Sauer (Stm.)                                                               | Uwe Bender         |
| 2019 | Europameisterschaften | Rotsee, Luzern                                       | 1                  | Johannes Weißenfeld, Laurits Follert, Christopher Reinhardt, Torben Johannesen, Jakob Schneider, Malte Jakschik, Richard Schmidt, Hannes Ocik, Martin Sauer (Stm.)                                                           | Uwe Bender         |
| 2019 | Weltmeisterschaften   | Regattastrecke Linz-Ottensheim, Linz                 | 1                  | Johannes Weißenfeld, Laurits Follert, Christopher Reinhardt, Torben Johannesen, Jakob Schneider, Malte Jakschik, Richard Schmidt, Hannes Ocik, Martin Sauer (Stm.)                                                           |                    |
| 2020 | Europameisterschaften | Maltasee, Posen                                      | 1                  | Johannes Weißenfeld, Laurits Follert, Olaf Roggensack, Torben Johannesen, Jakob Schneider, Malte Jakschik, Richard Schmidt, Hannes Ocik, Martin Sauer (Stm.)                                                                 |                    |
| 2021 | Europameisterschaften | Lago di Varese                                       | 4                  | Johannes Weißenfeld, Laurits Follert, Olaf Roggensack, Torben Johannesen, Jakob Schneider, Malte Jakschik, Richard Schmidt, Hannes Ocik, Martin Sauer (Stm.)                                                                 |                    |
| 2021 | Olympische Spiele     | Sea Forest Waterway, Tokio                           | 2                  | Johannes Weißenfeld, Laurits Follert, Olaf Roggensack, Torben Johannesen, Jakob Schneider, Malte Jakschik, Richard Schmidt, Hannes Ocik, Martin Sauer (Stm.)                                                                 |                    |
| 2022 | Europameisterschaften | Regattastrecke Oberschleißheim, München              | 4                  | Benedict Eggeling, Laurits Follert, Olaf Roggensack, Mattes Schönherr, Max John, Torben Johannesen, Wolf-Niclas Schröder, Hannes Ocik, Jonas Wiesen (Stm.)                                                                   |                    |
| 2022 | Weltmeisterschaften   | Ruderkanal Račice, Račice u Štětí                    | 7                  | Mark Hinrichs, Benedict Eggeling, Jasper Angl, Mattes Schönherr, Max John, Tom Tewes, Wolf-Niclas Schröder, Torben Johannesen, Jonas Wiesen (Stm.)                                                                           |                    |
| 2023 | Europameisterschaften | Bleder See, Bled                                     | 4                  | Benedict Eggeling, Jasper Angl, Olaf Roggensack, Mattes Schönherr, Max John, Torben Johannesen, Wolf-Niclas Schröder, Marc Kammann, Jonas Wiesen (Stm.)                                                                      |                    |
| 2023 | Weltmeisterschaften   | Ada-Ciganlija-Regattastrecke, Belgrad                | 5                  | Benedict Eggeling, Jasper Angl, Olaf Roggensack, Max John, Torben Johannesen, Olaf Roggensack, Marc Kammann, Wolf-Niclas Schröder, Mattes Schönherr, Jonas Wiesen (Stm.)                                                     |                    |
| 2024 | Europameisterschaften | Regattabahn Szeged, Szeged                           | 2                  | Benedict Eggeling, Laurits Follert, Olaf Roggensack, Mattes Schönherr, Max John, Torben Johannesen, Wolf-Niclas Schröder, Hannes Ocik, Jonas Wiesen (Stm.)                                                                   |                    |
| 2024 | Olympische Spiele     | Stade nautique de Vaires-sur-Marne, Vaires-sur-Marne | 4                  | Benedict Eggeling, Laurits Follert, Olaf Roggensack, Mattes Schönherr, Max John, Wolf-Niclas Schröder, Frederik Breuer, Mattes Schönherr (Hoffnungslauf: Julius Christ), Torben Johannesen, Jonas Wiesen (Stm.)              |                    |

Anmerkungen: Die Teilnahmen des Deutschland-Achters an den Ruder-Europameisterschaften bis einschließlich 1958 sind unvollständig bekannt. Auch über eine mögliche Teilnahme an den Ruder-Weltmeisterschaften 1970 sind keine Daten vorhanden. Die Ergebnisse des Männer-Achters der DDR sind nicht in dieser Liste enthalten.

## Stützpunkt

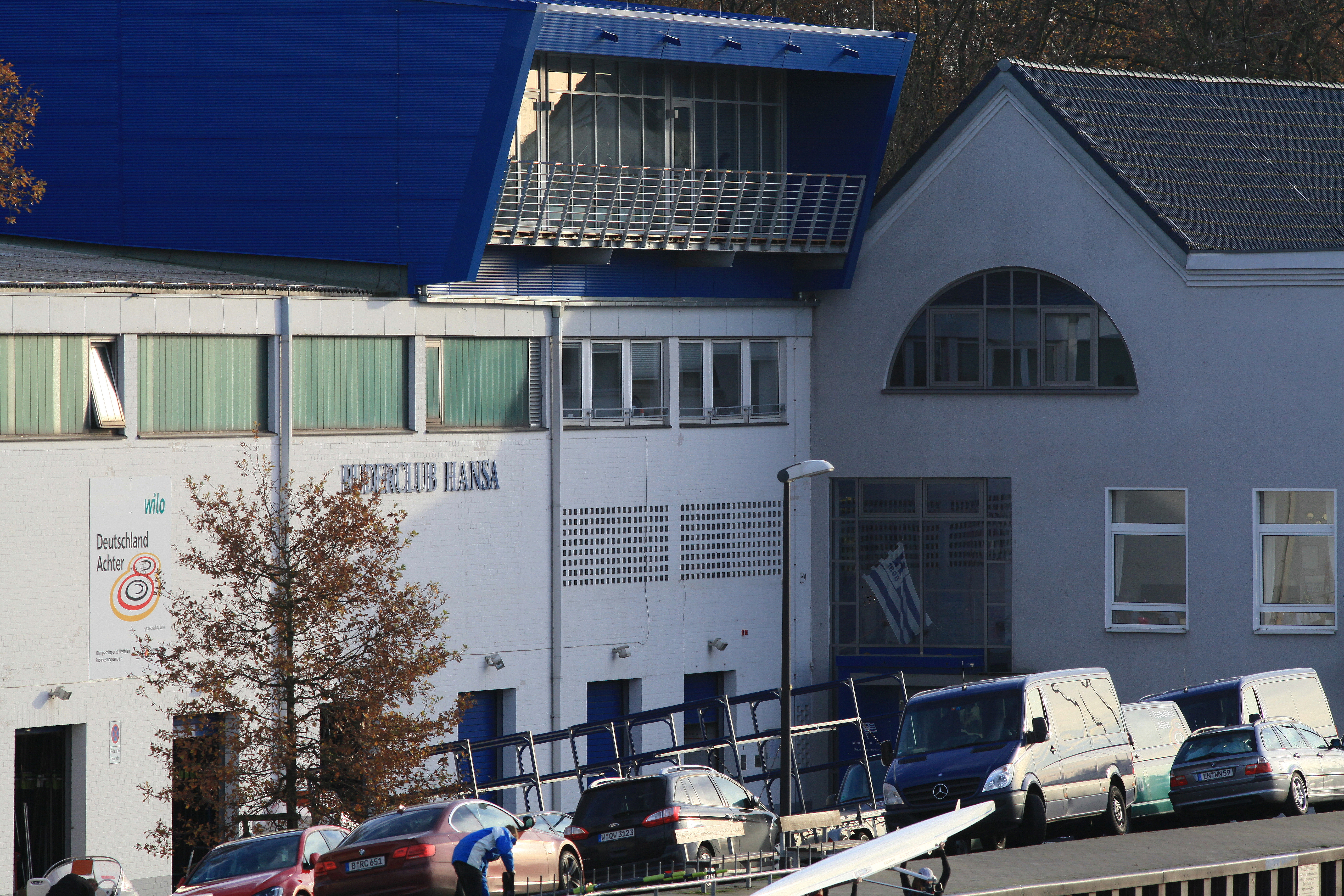
Standort Deutschland-Achter am Bundesleistungszentrum Dortmund

Zu Zeiten Karl Adams trainierte der Deutschland-Achter an der Ruderakademie Ratzeburg, wo Adam zu der Zeit als Lehrer arbeitete. Bis 1965 wurde der Achter weitestgehend mit Ruderern aus Ratzeburg und Lübeck besetzt, danach zogen mehr und mehr Ruderer aus dem westdeutschen Bundesgebiet in die Mannschaft ein, die fortan durch eine Renngemeinschaft gebildet wurde. Die Erfolgsserie des Achters in den 1960er-Jahren ist bis heute eng mit dem Standort Ratzeburg und dem dort ansässigen Ruderclub verbunden.
Seit der zweiten Erfolgsserie des Achters ab Mitte der 1980er-Jahre unter Ralf Holtmeyer trainiert der Deutschland-Achter am Bundesleistungszentrum Rudern in Dortmund, wo damals die stärksten westdeutschen Riemenruderer im sogenannten „Ruhrvierer“ trainierten. Bis heute trainieren die Ruderer des Deutschland-Achters in Dortmund, wo auch die aus demselben Kader gebildeten Mannschaften im Vierer ohne Steuermann und im Zweier ohne Steuermann stationiert sind.

## Auszeichnungen
Der Deutschland-Achter wurde siebenmal zur Mannschaft des Jahres gewählt: 1959, 1960, 1962 (Ratzeburger Ruderclub), 1968, 1988, 1989 und 2012. Häufiger als der Deutschland-Achter wurde nur die Fußballnationalmannschaft der Männer gewählt. In den Jahren 2009 bis 2011, 2014, 2015 und 2017 bis 2019 wurde der deutsche Achter zudem achtmal als Mannschaft des Jahres von Nordrhein-Westfalen („Felix“) ausgezeichnet.

## Vermarktung
Den Deutschland-Achter vermarktet die in Dortmund ansässige Deutschland-Achter GmbH, die auch über Marken- und Kennzeichenrechte an der Bezeichnung Deutschland-Achter verfügt. Das Verhältnis der Vermarktungsagentur zum Deutschen Ruderverband wurde im Laufe der Zeit auf eine vertragliche Grundlage gestellt. Der Verband erhält danach eine prozentuale Abgabe. Über die Aufteilung der verbleibenden Einnahmen bestimmen bei der Deutschland-Achter GmbH die Sportler durch einen von ihnen gewählten Fachbeirat.
Hauptsponsor ist seit Oktober 2010 die WILO SE aus Dortmund. Der Hauptgeldgeber der deutschen Rudernationalmannschaft und damit auch des Deutschland-Achters ist allerdings das Bundesministerium des Innern über den Deutschen Ruderverband.

## Mannschaft zur Saison 2024

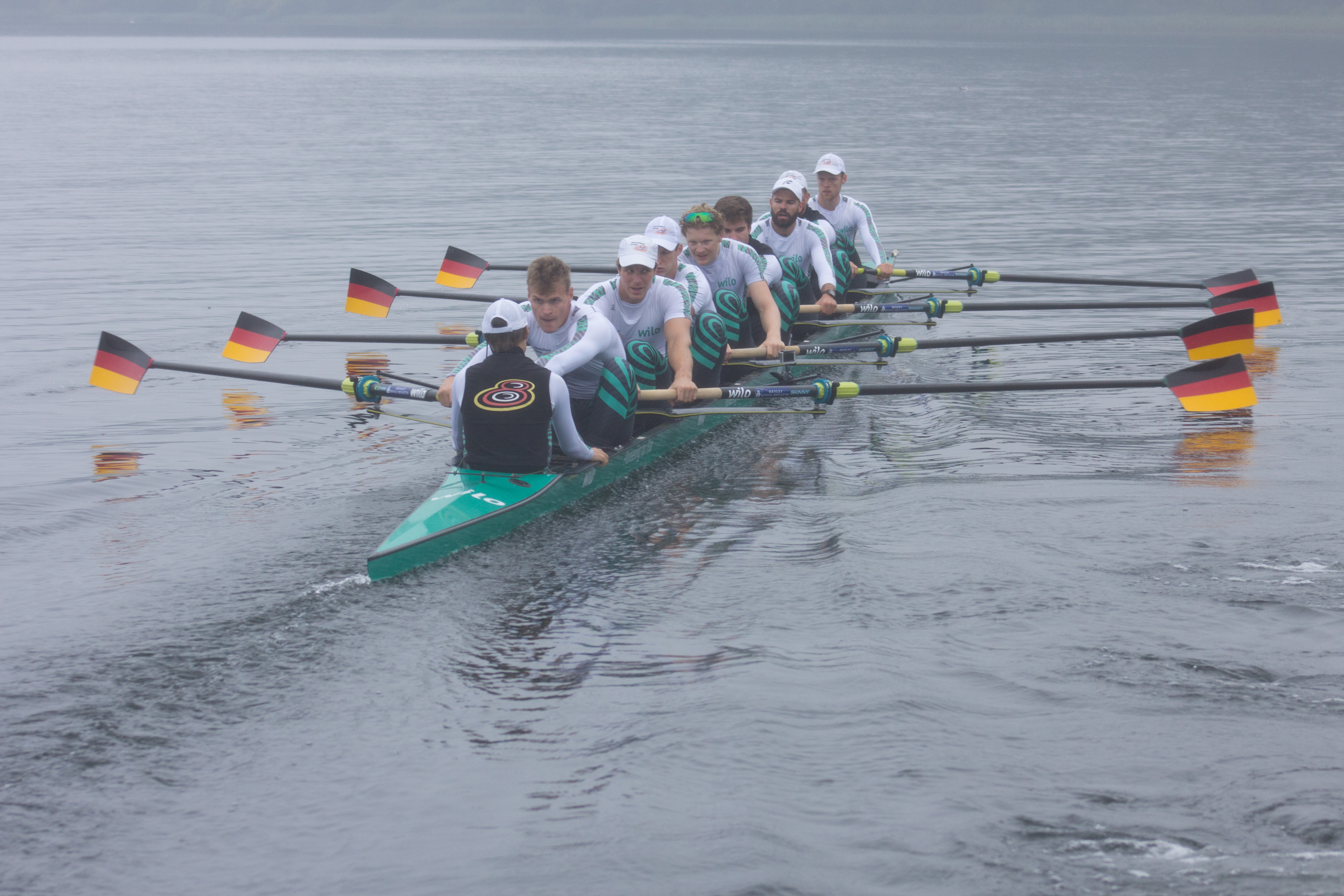
Deutschland-Achter auf dem Ratzeburger See

### Deutschland-Achter
- Frederik Breuer
- Benedict Eggeling
- Laurits Follert
- Torben Johannesen
- Max John
- Olaf Roggensack
- Mattes Schönherr
- Wolf-Niclas Schröder
- Jonas Wiesen (Steuermann)

### Trainerteam
- Sabine Tschäge (Trainerin)
- Thomas Affeldt (Trainer)
- Alexander Weihe (Trainer)
- Christian Viedt (Trainer U23)